# Paulo Serolini
Paulo Serolini (* 10. Juli 1984 in Montevideo) ist ein uruguayischer Fußballspieler.

## Karriere

### Verein
Der 1,70 Meter große Offensivakteur Serolini stand zu Beginn seiner Karriere in den Jahren 2002 und 2003 in Reihen der Reservemannschaft (Formativas) von Defensor Sporting. Anschließend absolvierte er bis Ende 2006 insgesamt 21 Spiele für die Erste Mannschaft in der Primera División und traf dabei zweimal ins gegnerische Tor. In der Clausura und Apertura 2007 spielte er auf Leihbasis beim Rocha FC. Dort wurde er in der ersten Halbserie in fünf Erstligaspielen (kein Tor) eingesetzt. Am Saisonende stieg er mit dem Klub in die Segunda División ab. Ab 2008 war er wieder für das Reserveteam Defensors aktiv. Im August 2010 schloss er sich kurzzeitig dem spanischen Verein CD San Roque an.

### Nationalmannschaft
Serolini gehörte der von Juan Jacinto Rodríguez trainierten U-17-Auswahl Uruguays an, die an der U-17-Südamerikameisterschaft 2001 in Peru teilnahm und den 6. Platz belegte. Beim 3:1-Sieg gegen die ecuadorianische Mannschaft erzielte er dabei zwei Treffer.